# 欧东维尔
欧东维尔（法語：Haudonville，法語發音：[odɔ̃vil]）是法国默尔特-摩泽尔省的一个市镇，属于吕内维尔区。

## 地理
欧东维尔（48°30'0"N, 6°30'4"E）面积7.46 平方千米，位于法国大東部大區默尔特-摩泽尔省，该省份为法国东北部内陆省份，是洛林的一部分，北邻比利时、卢森堡，北起顺时针与摩泽尔省、下莱茵省、孚日省和默兹省接壤。
与欧东维尔接壤的市镇（或旧市镇、城区）包括：弗朗孔维尔、热贝维莱、拉马特、莫里维莱。

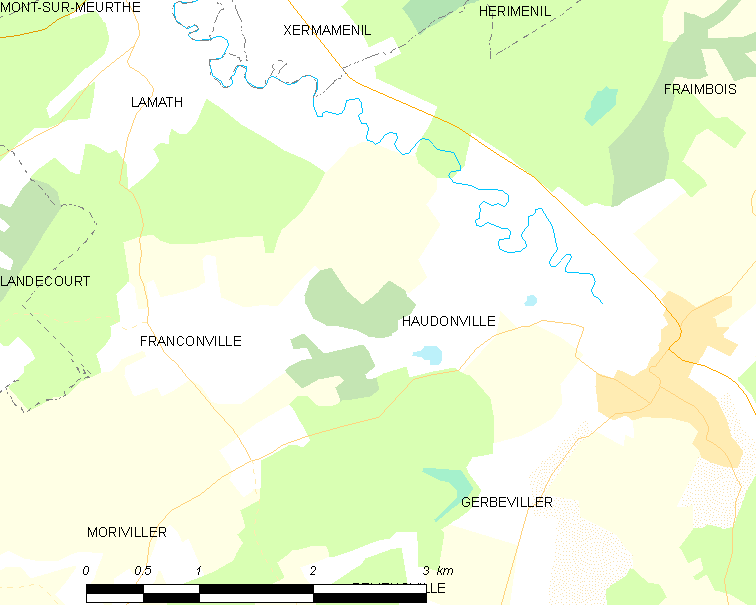
欧东维尔的OSM定位图

欧东维尔的时区为UTC+01:00、UTC+02:00（夏令时）。

## 行政
欧东维尔的邮政编码为54830，INSEE市镇编码为54255。

## 政治
欧东维尔所属的省级选区为吕内维尔第二县。

## 人口

1962-2008年间欧东维尔人口变化图示

欧东维尔于2022年1月1日时的人口数量为82人。